# باو لوبيز
باو لوبيز ساباتا (بالإسبانية: Pau López Sabata) (مواليد 13 ديسمبر 1994) هو لاعب كرة قدم إسباني يجيد اللعب في مركز حراسة المرمى ، ويلعب حاليًا لصالح لنادي أولمبيك مارسيليا الفرنسي مُعارًا من نادي روما الإيطالي، وسبق وأن لعب مع عدة أندية أوروبية منها توتنهام هوتسبير، ريال بيتيس وإسبانيول.

## بطولات وإنجازات اللاعب

### إسبانيول
- كأس كاتالونيا: 2013–2014 - المركز الثاني.

## روابط خارجية
- باو لوبيز على موقع الاتحاد الأوربي (الإنجليزية)
- باو لوبيز على موقع قاعدة بيانات كرة القدم.إي يو (الإنجليزية)
- باو لوبيز على موقع ليكيب (الفرنسية)
- باو لوبيز على موقع ناشيونال فوتبول تيمز (الإنجليزية)
- باو لوبيز على موقع Soccerbase.com (لاعب) (الإنجليزية)
- باو لوبيز على موقع Soccerway.com (الإنجليزية)
- باو لوبيز على موقع عالم كرة القدم.نت (الإنجليزية)
- باو لوبيز على موقع AS.com (الإسبانية)